# Wings of Time
Wings of Time è il secondo album del gruppo italiano progressive metal DGM edito nel 1999.
È stato registrato e mixato presso 909 Studios (Ostia Lido, Roma) nell'autunno del 1999. Il mastering è stato effettuato presso Progressive Digital Studio (Roma), sempre nell'inverno del 1999.

## Tracce

### Edizione standard
Testi e musiche di DGM.
1. Guiding Light – 5:36
2. I'll Dream of You – 5:00
3. Mirrors of the Light – 6:47
4. Deep Inside – 5:06
5. The Other Side – 6:07
6. Waiting for the Sunrise – 5:18
7. Adrop of Shadow – 7:05
8. Nightmare – 6:31

### Tracce bonus edizione giapponese
1. Silence – 4:20
2. Fool For Your Loving (cover degli Whitesnake) – 4:16 (Mardsen, Coverdale, Moody)

## Formazione

### Gruppo
- Luciano Regoli – voce
- Diego Reali – chitarra
- Marco Marchiori – basso
- Fabio Costantino – batteria
- Maurizio Pariotti – tastiere

### Ospiti
- Alessandro Tomei – sassofono (traccia 4, 7)
- Cristina Cioni – voce (traccia 4)

### Produzione
- Daniele Conte – missaggio, mastering
- Gianfranco Tassella – missaggio, mastering
- Massimo Biliotti – grafica, artwork
- Eric Philippe – illustrazione